# Hell (pel·lícula de 2011)
Hell és una pel·lícula post-apocalíptica germano-suïssa del 2011 dirigida per Tim Fehlbaum en el seu debut com a director. El guió en alemany va ser escrit per Fehlbaum, Oliver Kahl i Thomas Woebke. L'experimentat director Roland Emmerich, conegut per pel·lícules com Independence Day i 2012, va actuar com a productor executiu, amb Gabriele Walther i Wöbke com a productors.
La pel·lícula tracta d'una dona jove anomenada Marie (Hannah Herzsprung), el seu xicot Phillip (Lars Eidinger) i la seva germana petita Leonie (Lisa Vicari) que condueixen per l'erm desolat de Alemanya després d'una crisi climàtica ha destruït la societat. Assecat per la set, el trio busca aigua, gas i subministraments. Al trio s'uneix un supervivent masculí, Tom (Stipe Erceg), amb qui es troben a les ruïnes. Més tard, després que el grup sigui emboscat per carjackers que segresten a Leonie i prenen el vehicle, tot el grup acaba sent capturat per una família d'agricultors que té supervivents a l'antic escorxador de la granja per utilitzar-los com a una font d'aliment.

## Argument
La pel·lícula explica la història d'un petit grup de supervivents a l'Alemanya post-apocalíptica l'any 2016. Les erupcions solars han destruït l'atmosfera terrestre i les temperatures globals han augmentat deu graus centígrads. La llum del sol és tan calenta que viatjar a l'exterior durant les hores del dia és perillós. Els cultius han fallat, hi ha poca aigua o menjar disponible i l'ordre social està trencat. La pel·lícula explica la història d'una jove anomenada Marie, la seva germana petita Leonie i Phillip, un jove que també està relacionat sentimentalment amb Marie. El trio viatja per l'erm sec en una furgoneta Volvo amb malla metàl·lica a les finestres. Per evitar els forts raigs del Sol, s'han enganxat paper de diari i cartró a l'interior de les finestres, excepte una franja estreta perquè el conductor la vegi. Es dirigeixen cap a les muntanyes, on diu que encara es pot trobar aigua. Busquen cotxes i gasolineres destrossats per buscar gasolina addicional, aigua (de canonades de calefacció i lavabos) i menjar, sempre alerta per als supervivents hostils que els puguin atacar.
Quan el trio troba una benzinera en ruïnes, Phillip intenta obtenir gasolina dels tancs subterranis de l'estació i dels vehicles abandonats mentre les dones busquen subministraments als edificis. Mentre el trio treballa fora, un home encaputxat roba menjar i aigua del seu cotxe i després manté a Leonie com a ostatge. Després que en Phillip i l'atacant es barallin i l'agressor és sotmès, accepten un truc d'encanteris. L'atacant, Tom, els diu que és un mecànic. Phillip accepta portar Tom com a passatger al cotxe, a la recerca d'aigua, si en Tom repara el motor danyat per la calor. El quartet recorre les carreteres cap a les muntanyes fins que s'aturen a causa d'una enorme estructura metàl·lica que bloqueja la calçada. El grup treballen junts per moure l'obstrucció i després tres del grup pugen per un turó per mirar un cotxe destrossat a la recerca d'articles per escorcollar, deixant la Leonie sola al cotxe.
De sobte, el grup va sentir els crits de la Leonie i es van adonar que la carretera bloquejada era una trampa. Leonie és segrestada per carjackers. Encara que els altres intenten ajudar-la, és massa tard. Quan el trio de supervivents restants es reuneix al bosc, Tom els convenç d'intentar alliberar Leonie. Tom veu fum a la distància i anima el grup a investigar. El fum prové d'un gran incendi en un campament de supervivents, on Leonie i altres ostatges es mantenen encadenats. Tom convenç Marie i Phillip, que estan aterrits amb els segrestadors, que haurien de llançar un cóctel molotov per crear una diversió perquè la Marie pugui recuperar el cotxe i rescatar Leonie. L'intent de rescat falla; Marie aconsegueix engegar el cotxe i escapar amb Phillip, però Phillip no va poder trencar les cadenes de Leonie i la parella marxa sense ella; a més, el peu de Phillip està greument ferit durant la fugida després de lluitar contra un dels segrestadors. Phillip anima a Marie a considerar Leonie una causa perduda, però Marie insisteix a intentar rescatar-la. La Marie marxa sola a buscar Leonie. Marie s'adorm en una església en ruïnes i una dona de mitjana edat anomenada Elisabeth la desperta. Elisabeth ofereix aigua a Marie i la convida a venir a la granja de la seva família com a convidada.
Marie dorm al graner de l'Elisabeth, però en despertar-se es troba tancada. Mirant els llistons del graner, veu el que semblen captius segrestats que els condueixen. L'Elisabeth obre la porta tancada amb clau i li diu a la Marie que Phillip servirà com a bestiar, a falta d'altres aliments i que Marie i Leonie es veuran obligades a casar-se amb els fills dels grangers. Quan el fill de l'Elisabeth, Micha, obre la porta, la Marie es dedica a fer un petó amb ell, però després el colpeja amb un gran tros de fusta. Ferit, Micha intenta ofegar-la, però aleshores la Leonie li clava un objecte pesat, noquejant-lo. Leonie s'escapa del graner i s'amaga al bosc, però la Marie és lligada i posada a l'escorxador després de negar-se a menjar carn humana durant el sopar. Marie és testimoni de l'execució de Phillip, però aconsegueix tallar-se les manilles i escapar. Obre una porta tancada al graner, on troba molts captius, inclòs Tom. Els captius fugen de la granja, amb la família a la persecució. Tom lluita amb diversos grangers i els despatxa. Marie aconsegueix escapar i corre pel bosc a la recerca de Leonie. Quan la troba, Leonie està sent lligada per un dels fills adults de l'Elisabeth. L'Elisabeth s'enfronta a la Marie, que la mata amb una pistola captiva que va robar de l'escorxador. Mentre el fill adult plora Elisabeth, Marie allibera Leonie. Les dues germanes i Tom fugen a les muntanyes, on troben aigua. Al cel, veuen ocells. Mirant per sobre de la carena una cadena de turons amb l'esperança d'un millor destí allà, no poden veure més que uns erms encara més desolats a la vall.

## Repartiment
- Hannah Herzsprung com a Marie
- Stipe Erceg com a Tom
- Angela Winkler com a agricultora Elisabeth
- Michael Kranz com a Micha (veu)
- Yoann Blanc com a Micha
- Lars Eidinger com a Phillip
- Lisa Vicari com a Leonie
- Anne Hartung com a Sophia
- Lilo Baur com a dona francesa
- Marco Calamandrei com a francès
- Ellen Schweiger com a àvia
- Christoph Gaugler com a granger Brückner

## Alliberament
Hell es va estrenar el setembre de 2011 a Alemanya. El 10 de juliol de 2012, va ser es va publicar en vídeo sota demanda i el 21 d'agost de 2012 es va publicar en DVD.

## Recepció
Jay Weissberg de Variety la va descriure com "una història de supervivència post-apocalíptica ben elaborada que compensa amb convicció el que li manca d'originalitat." Karsten Kastelan de The Hollywood Reporter va escriure: "I encara que aquesta coproducció suïssa-alemanya és una narració senzilla i un llapis blanc. El suspens és lloable, el seu èxit dependrà en gran part de la quantitat d'agonia i d'enganys humans que el públic estigui disposat a suportar." Paul Mount de Starburst la va puntuar amb 7/10 estrelles i va escriure que, tot i que no té originalitat, és una "pel·lícula dura i potent". Dan Geary de Total Film la va puntuar amb 1/5 estrelles i va criticar la cinematografia. Mike Ferraro de Bloody Disgusting la va puntuar amb 3,5/5 estrelles i va escriure: "Hell fa un gran treball per crear atmosfera i suspens. Per descomptat, la majoria d'aquestes coses les hem vist abans, però les actuacions aquí realment ajuden a guiar-la a través dels tòpics d'una manera captivadora." Scott Weinberg de Fearnet va escriure: "El que a Hell li manca d'originalitat, ho compensa amb una intensitat granulosa, actuacions fortes i una presentació visual que és alhora un entrenament per als globus oculars, però també estranyament bonic de veure." Gerard Iribe la va puntuar amb 3,5/5 estrelles i la va anomenar "pel·lícula molt decent" que hauria d'haver tingut més elements de ciència-ficció. David Johnson de DVD Verdict la va anomenar "lliscosa i tensa en moments", però finalment massa derivativa.

### Premis
La pel·lícula va guanyar el premi a la millor pel·lícula a Fantasporto. Als Deutscher Filmpreis, va guanyar el premi a la millor música de pel·lícula i va ser nominada a la millor pel·lícula. Al XLIV Festival Internacional de Cinema Fantàstic de Catalunya, va guanyar el premi a la millor fotografia i una menció especial.